# دينيس سيفر
دينيس سيفر (بالروسية: Дмитрий Сивер؛ مواليد 13 يناير 1979) هو مُقاتل فنون قتالية مختلطة ألماني روسي المولد سابق.

## وصلات خارجية
- دينيس سيفر على موقع يو إف سي (الإنجليزية)
- دينيس سيفر على موقع شيردوغ (الإنجليزية)
- دينيس سيفر على موقع Tapology.com (الإنجليزية)
- دينيس سيفر على موقع IMDb (الإنجليزية)
- دينيس سيفر على موقع قاعدة بيانات الفيلم (الإنجليزية)